# Сальваньяк (кантон)
Сальванья́к (фр. Salvagnac, окс. Salvanhac) — упразднённый кантон во Франции, находился в регионе Юг — Пиренеи, департамент Тарн. Входил в состав округа Альби.
Код INSEE кантона — 8130. Всего в кантон Сальваньяк входили 8 коммун, из них главной коммуной являлась Сальваньяк.
Кантон был упразднён в марте 2015 года.

## Население
Население кантона на 2009 год составляло 2913 человек.
| 1962 | 1968 | 1975 | 1982 | 1990 | 1999 | 2006 | 2009 |
| ---- | ---- | ---- | ---- | ---- | ---- | ---- | ---- |
| 2615 | 2721 | 2342 | 2269 | 2208 | 2432 | 2724 | 2913 |

## Коммуны кантона
| Коммуна           | Население, чел. (2010) | Код INSEE | Почтовый индекс |
| ----------------- | ---------------------- | --------- | --------------- |
| Бове-сюр-Теску    | 305                    | 81024     | 81630           |
| Ла-Созьер-Сен-Жан | 238                    | 81279     | 81630           |
| Монвалан          | 204                    | 81185     | 81630           |
| Монгайяр          | 356                    | 81178     | 81630           |
| Мондюрос          | 323                    | 81175     | 81630           |
| Сальваньяк        | 1078                   | 81276     | 81630           |
| Сент-Юрсис        | 240                    | 81272     | 81630           |
| Торьяк            | 255                    | 81293     | 81630           |